# Things We Said Today
Singles de The Beatles
Can't Buy Me Love / You Can't Do That
(1964) I Feel Fine / She's A Woman
(1964)
Pistes de A Hard Day's Night
I'll Cry Instead When I Get Home
Things We Said Today est une chanson des Beatles, écrite principalement par Paul McCartney et créditée Lennon/McCartney. Composée pour le film A Hard Day’s Night, elle figure sur l’album du même nom publié le 10 juillet 1964 et en face B du single homonyme sorti le même jour. 

## Composition
Things We Said Today est une des trois compositions principales (en compagnie de And I Love Her et de Can't Buy Me Love) écrites par Paul McCartney pour le premier film des Beatles. Elle a été enregistrée aux studios EMI d'Abbey Road le 2 juin 1964 en amont de la production du long-métrage afin de pouvoir y être interprétée en playback. McCartney l’a écrite durant une croisière en Mer des Caraïbes en mai 1964. La chanson évoque ses relations avec sa petite amie du moment, Jane Asher, tournant autour du fait qu'ils ne peuvent pas passer beaucoup de temps ensemble à cause de leurs vies professionnelles très prenantes. « Je l’ai composée sur ma guitare acoustique. C’est une ballade pour une nostalgie future. Nous nous rappellerons un jour les choses que nous nous sommes dites aujourd’hui. La chanson se projette donc dans le futur », explique Paul McCartney.

## Structure musicale
La chanson se distingue par l'utilisation systématique du changement de mode, de mineur à majeur. Elle démarre en La mineur, tonalité dominante de la première partie des couplets. Paul McCartney s’est montré particulièrement satisfait de sa progression harmonique lorsqu’il chante ensuite, en chœur avec George Harrison, « Someday when I'm lonely, Wishing you weren't so far away » sur le premier couplet, puis « Someday when we're dreaming, Deep in love, not a lot to say » sur le suivant, en partant d’un Do, qui devient Do7, pour enchaîner sur des accords de Fa Majeur et Si bémol, au lieu d'utiliser un bien plus classique Ré mineur. Sur les couplets, John Lennon accentue le riff de guitare acoustique de Paul en jouant un La grave au piano. 
Sur le pont de la chanson, la ballade devient rock avec un passage appuyé du La mineur au La majeur pour passer à Ré, Si, Mi et retour au La, tout en majeur. Cette même séquence est répétée une deuxième fois, mais se termine par Si, Si bémol et La mineur (retour au couplet).

## Interprétations, reprises
Thing We Said Today a fait partie des chansons que les Beatles ont jouées durant leur tournée mondiale de l'année 1964. Une de ces prestations est enregistrée à Los Angeles le 23 août et se retrouve sur le disque The Beatles at the Hollywood Bowl publié en 1977 et remastérisé en 2016.
Elle sera enregistrée deux fois dans les studios de la BBC. La version enregistrée le 14 juillet 1964 pour une diffusion deux jours plus tard à l'émission Top Gear se retrouve maintenant sur Live at the BBC .
Parmi les différentes reprises de la chanson, il y a celles du groupe Kid Creole and the Coconuts en version reggae en 1995 dans l'album To Travel Sideways, de Dwight Yoakam en 1997 dans l'album Under the covers et de Dick Rivers, adaptée en français sous le titre Ces mots qu'on oublie un jour.

### Publication en France
La chanson arrive en France en octobre 1964 sur la face B d'un 45 tours EP (« super 45 tours ») sous-titré : Chansons du film « 4 Garçons dans le vent » ; elle est accompagnée  de When I Get Home. Sur la face A figurent I'm Happy Just to Dance With You et If I Fell. On voit sur la pochette le groupe assis dans des sièges pliants de cinéma, ils se font coiffer par les figurantes de la scène du train dans le film. Pattie Boyd est derrière son futur époux, George Harrison.

## Interprètes
- Paul McCartney : chant, basse, guitare acoustique
- John Lennon : guitare acoustique, piano
- George Harrison : guitare électrique, chœurs
- Ringo Starr : batterie, tambourin